# Alarum
Alarum ist eine australische Metal-Band aus Melbourne, Victoria, die im Jahr 1992 gegründet wurde. Ihre Musik ist nur schwer einem einzigen Genre zuzuordnen und lässt sich am besten als eine Mischung aus Technical Death Metal, Progressive Metal, Thrash Metal und Jazz Fusion bezeichnen.

## Geschichte
Die Band wurde im Jahr 1992 von Schlagzeuger Matthew Racovalis und Gitarrist Mark Evans gegründet. Sie hielten einige Auftritte in Australien und veröffentlichten das Demo Another World im Jahr 1994. Im Folgejahr erschien die Kompilation Death Down Under von DEF Records, auf der die Band auch mit einem Lied vertreten war. Im späteren Verlauf des Jahres traten Gitarrist Scott Young und Bassist Mark Palfreyman der Band bei.
Zusammen schrieben sie neues Material und veröffentlichten im Jahr 1997 das Album Fluid Motion. Der Veröffentlichung folgten einige Auftritte in Australien. Auch wurde ein Musikvideo zum Lied Realization produziert. Die Band trat auch auf verschiedenen Festivals wie dem Metal for the Brain oder dem Overcranked auf. In den Folgejahren arbeitete die Band an neuen Stücken und veröffentlichte mehrere Demos. Im Jahr 2004 erschien das zweite Album Eventuality bei Willowtip Records bzw. 2005 bei Earache Records in Europa.
2006 ging Alarum zusammen mit Necrophagist auf Tour durch die USA. Auch trat sie auf dem The New England Hardcore & Metal Festival, dem California Metalfest und dem Maryland Deathfest auf. Auf dieser Tour trat Kelly Shaefer von Atheist in Florida mit der Band auf und spielte mit ihnen das Lied Piece of Time von Atheist.

## Stil
Die Band wird mit anderen Bands wie Atheist, Cynic und Watchtower verglichen. Die Spielweise ist sehr komplex gehalten, wobei melodische Passagen mit eingestreut werden. Der Gesang ist sehr abwechslungsreich und rangiert von gutturalem Gesang bis hin zu sauberen Gesangspassagen.

## Auszeichnungen
Im Jahr 2005 wurde die Band bei den Kerrang Australian Heavy Metal Awards in den Kategorien Bestes australisches Album, Bester australischer Bassist und Bester australischer Schlagzeuger ausgezeichnet.

## Diskografie
- 1994: Another World (Demo, Eigenveröffentlichung)
- 1995: Death Down Under (Kompilation, DEF Records)
- 1996: Blueprint (Demo, Eigenveröffentlichung)
- 1999: Fluid Motion (Album, Metal Warriors)
- 2001: Promo (Single, Eigenveröffentlichung)
- 2002: Demo 2002 (Demo, Eigenveröffentlichung)
- 2002: Promo 2002 (Demo, Eigenveröffentlichung)
- 2004: Eventuality (Album, Willowtip Records, 2005 bei Earache Records)